# Marek Zawilski
Marek Jerzy Zawilski – polski inżynier, dr hab. nauk technicznych, profesor nadzwyczajny Instytutu Inżynierii Środowiska i Instalacji Budowlanych Wydziału Budownictwa, Architektury i Inżynierii Środowiska Politechniki Łódzkiej.

## Praca naukowa
W 1972 uzyskał tytuł magistra na za pracę pt. Projekt oczyszczalni ścieków przemysłowych dla ZPJ „Pierwsza” w Łodzi”, na Wydziale Budownictwa Politechniki Łódzkiej, 2 kwietnia 1982 obronił pracę doktorską Kryteria wyboru wielkości zbiorników wyrównawczych przy oczyszczaniu ścieków przemysłu wełnianego w komorach pełnego mieszania, 31 marca 1999 habilitował się na podstawie dorobku naukowego i pracy zatytułowanej Prognozowanie wielkości odpływu i ładunków zanieczyszczeń ścieków opadowych odprowadzanych z terenów zurbanizowanych. Otrzymał nominację profesorską.
Objął funkcję profesora nadzwyczajnego w Instytucie Inżynierii Środowiska i Instalacji Budowlanych na Wydziale Budownictwa, Architektury i Inżynierii Środowiska Politechniki Łódzkiej.
Był kierownikiem Katedry Inżynierii Środowiska na Wydziale Budownictwa, Architektury i Inżynierii Środowiska Politechniki Łódzkiej, oraz członkiem na IV Wydziale Nauk Technicznych  Polskiej Akademii Nauk.

## Publikacje
- 2000: Występowanie zjawiska pierwszej fali w kanalizacji ogólnospławnej na przykładzie Łodzi[1]
- 2005: The Effect of Combined Wet Weather Sewage Quality on the Biological Treatment Process, Technical Iniversity of Denmark, wersja elektroniczna, 1-8, 10 th ICUD, Copenhagen[1]
- 2010: Dynamiczne modelowanie procesu biologicznego oczyszczania ścieków ogólnospławnych na przykładzie Łodzi[1]
- 2016: Assessment of pollutant load emission from combined sewer overflows based on the online monitoring[1]
- 2018: Emission of heavy metals from an urban catchment into receiving water and possibility of its limitation on the example of Lodz city[1]
- 2018: Analysis of combined sewer flow storage scenarios prior to wastewater treatment plant[1]